# Batura Muztagh
Le Batura Muztagh (ou massif du Batura) est un massif montagneux du Karakoram. Il se situe dans la région autonome du Gilgit-Baltistan au Pakistan, à l'ouest de la vallée de la Hunza. C'est le massif le plus occidental du Karakoram. Son plus haut sommet est le Batura Sar (7 795 m).

## Topographie

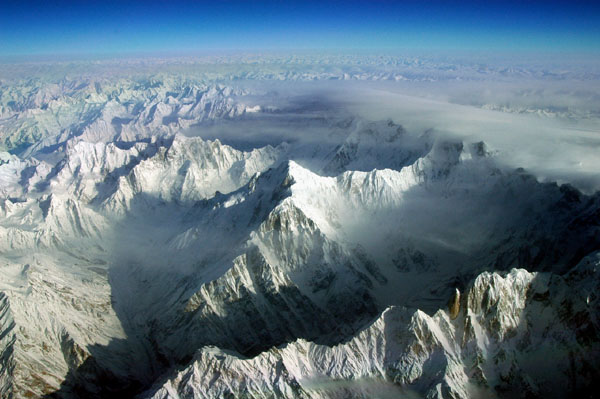
Vue aérienne du Batura Muztagh depuis le sud-est du massif.

Le massif est délimité par les vallées de Hunza, de Gilgit et d'Ishkuman.
Le Batura Muztagh présente de nombreux sommets difficiles dont la plupart dépassent 7 000 mètres. Parmi ceux-ci :
- le Batura Muztagh I ou Batura Sar, point culminant du massif (7 795 m). La première ascension est tentée en 1954 par l'expédition de Mathias Rebitsch. Le sommet est conquis en 1959 par l'expédition conduite par Keith Warburton ;
- le Batura II (7 762 m), première ascension réalisée en 2008 par Kim Chang-ho et Choi Suk-mun[1] ;
- le Batura III (en)  (7 729 m), pic 35 ;
- le Shispare (7 611 m) ;
- le Batura IV (7 594 m), pic ouest ;
- le Batura VI (7 594 m), Far East Peak ;
- le Passu Sar (7 478 m) ;
- le Muchu Chhish ou Batura V (7 453 m) ;
- l'Ultar Sar, (7 388 m) ;
- le Bojohagur Duanasir (en) (7 329 m), pic Hunza ou pic 34 ;
- le Batura V Est (7 280 m) ou Muchu Chhish Est.

Au nord du massif, se trouve le glacier du Batura, un des plus grands du Karakoram.